# Driekske van Bussel
Hendrikus "Driekske" van Bussel (Asten, Brabant del Nord, 18 de novembre de 1868 - Helmond, 27 d'abril de 1951) va ser un tirador amb arc neerlandès que va competir a cavall del segle xix i el segle xx.
El 1920 va prendre part en els Jocs Olímpics d'Anvers, on va disputar una prova del programa de tir, el tir a l'ocell mòbil, 28 m. per equips, en què guanyà la medalla d'or.